# 鄭鎬
鄭鎬（1371年—？），字仲京，湖廣荊州府石首縣人，民籍，明朝政治人物。進士出身。

## 生平
縣學生，湖廣鄉試第六名。建文二年（1400年）庚辰科會試第三十二名，殿試登進士三甲。

## 家族
曾祖鄭禮、祖父鄭榮秀，父亲鄭陽。